# Route territoriale della Corsica
Questa è una lista delle Route territoriale della Corsica (in corso Rede territuriale di Córsica, in francese Route territoriale de Corse) che sono state istituite con la deliberation n° 11/140 dell'Assemblea della Corsica del 23 giugno 2011; sono gestite dalla Collettività territoriale della Corsica.

## 0-50
Le strade territoriali numerate tra 0 e 50 sono quasi tutte le ex Route national (RN) e rappresentano gli assi principali del traffico dell'isola. 
| Numerazione | Denominazione                               | Lunghezza (km) | Percorso                                                 |
| ----------- | ------------------------------------------- | -------------- | -------------------------------------------------------- |
|             | Route territoriale 10 Axe Borgo/Bonifacio   | 147            | Borgo-Ghisonaccia-tangenziale di Porto Vecchio-Bonifacio |
|             | Route territoriale 11                       | 20             | Borgo-Bastia                                             |
|             | Route territoriale 12                       | 2              | ovest di Bastia                                          |
|             | Route territoriale 20 Axe Ajaccio/Bastia    | 125            | Ajaccio-Corte-Borgo-Bastia                               |
|             | Route territoriale 21                       | 8              | Ajaccio-aeroporto di Ajaccio                             |
|             | Route territoriale 22                       | 6              | Ajaccio-Z.I. di Baleone                                  |
|             | Route territoriale 30 Axe Morosaglia/Calvi  | 67             | Calvi-Isola Rossa-Ponte Leccia                           |
|             | Route territoriale 40 Axe Ajaccio/Bonifacio | 124            | Ajaccio-Grosseto-Prugna-Sartene-Bonifacio                |
|             | Route territoriale 50 Axe Corte/Aléria      | 48             | Corte-Venaco-Aleria                                      |

## 100-600
Le strade territoriali numerate tra 0 e 50 sono strade di minore importanza o di attraversamento dei principali centri abitati dell'isola. 
| Numerazione | Denominazione          | Percorso                         |
| ----------- | ---------------------- | -------------------------------- |
|             | Route territoriale 101 | Attraversamento di Porto Vecchio |
|             | Route territoriale 201 | Attraversamento di Bocognano     |
|             | Route territoriale 202 | Attraversamento di Venaco        |
|             | Route territoriale 203 | Attraversamento di Bistuglio     |
|             | Route territoriale 204 | Attraversamento di Francardo     |
|             | Route territoriale 205 | Attraversamento di Borgo         |
|             | Route territoriale 301 | Ponte Leccia-Belgodere-Calvi     |
|             | Route territoriale 401 | Strada di Ponte Vecchiu          |
|             | Route territoriale 402 | Attraversamento di Propriano     |
|             | Route territoriale 501 | Cateraggio-Padulone di Aleria    |